# Balder Mørk Andersen
Balder Mørk Andersen (født 4. april 1976) er en dansk politiker, som var midlertidig stedfortræder i Folketinget for Halime Oguz som repræsentant for Socialistisk Folkeparti i Københavns Storkreds, i løbet af Oguz' deltagelse ved FN-generalforsamling i New York i 2019.
Andersen blev valgt som medlem af Frederiksberg Kommunes byråd ved kommunalvalget 2009 og 2013 hvor han har siddet som rådmand i noget af tiden.